# Luís Sá
Luís Manuel da Silva Viana de Sá (ur. 12 lutego 1952 w Lubango, zm. 16 października 1999) – portugalski polityk, doktor nauk społecznych, nauczyciel akademicki, działacz komunistyczny, parlamentarzysta krajowy, eurodeputowany IV kadencji.

## Życiorys
Uzyskał licencjat z prawa na Uniwersytecie Lizbońskim, doktoryzował się z zakresu nauk społecznych w wyższym instytucie nauk społecznych i politycznych w ramach Universidade Técnica de Lisboa. Był wieloletnim działaczem Portugalskiej Partii Komunistycznej, do śmierci zasiadał w jej biurze politycznym i komitecie centralnym.
W 1994 wszedł w skład Parlamentu Europejskiego IV kadencji, złożył mandat po 2 miesiącach. W 1991 i 1995 wybierany do Zgromadzenia Republiki VI i VII kadencji.